# Миколай-Франциск Кросновський

Герб Юноша.

Миколай Францішек Кросновскі, Микола́й-Франци́ск Кросно́вський (пол. Mikołaj Franciszek Krosnowski; 1650 — 20 грудня 1723) — державний, політичний і військовий діяч Речі Посполитої. Представник шляхетського роду Кросновських гербу Юноша. Чернігівський воєвода (1717–1723), сенатор. Львівський стольник (з 1682) і підкоморій (з 1702).

## Життєпис
За даними К. Несецького, син львівського підкоморія Войцєха Кросновського та його дружини із Васючинських — останньої представниці роду. Адам Бонецький стверджував, що він син Ольбрахта (львівський підстароста 1662 і підкоморій 1671). Небіж львівського латинського архиєпископа Миколая Кросновского. Учасник війни проти турків (1683–1699). Надавав кошти для шкіл при Львівській єзуїтській колегії.
Від «сукцесорів» дідича Тулиголовів Станіслава Коритка як львівський стольник відкупив село, яке записав Львівському колегіуму єзуїтів.
Близько 1690 року одружився із Анною-Маріанною Роєвською гербу Холева, донькою вісьліцького каштеляна. Мав від неї доньку Катажину, дружину хмільницького старости Якуба Потоцького (пом. до 1711), подільського воєводи Стефана Гумєцького.
Був похований у Львівському латинському катедральному соборі (колишня каплиця Бучацьких). У соборі збереглися його надгробок та епітафія на ньому.